# Ludwig Löhlein

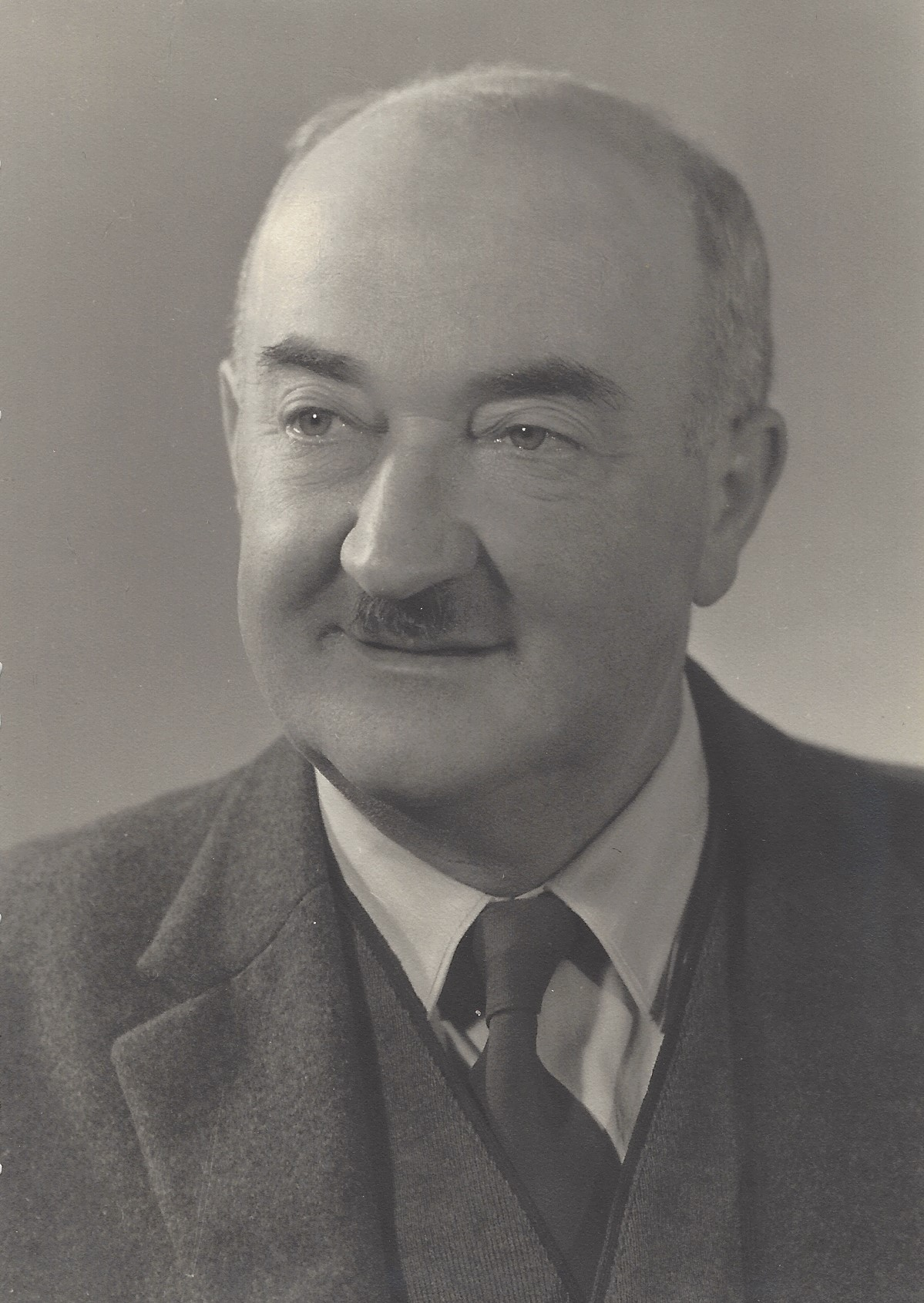
Porträt Ludwig Löhlein sen.

Ludwig Löhlein sen. (* 8. Oktober 1898 in Künzelsau; † 2. Juli 1967 ebenda) war ein Ziegelfabrikant in Künzelsau-Garnberg, der sich besonders durch seine mutige Hilfsbereitschaft und Menschlichkeit ausgezeichnet hat. Er war einer der Männer, die am Ende des Zweiten Weltkrieges unter persönlicher Lebensgefahr die Zerstörung der Stadt Künzelsau verhinderten.

## Leben

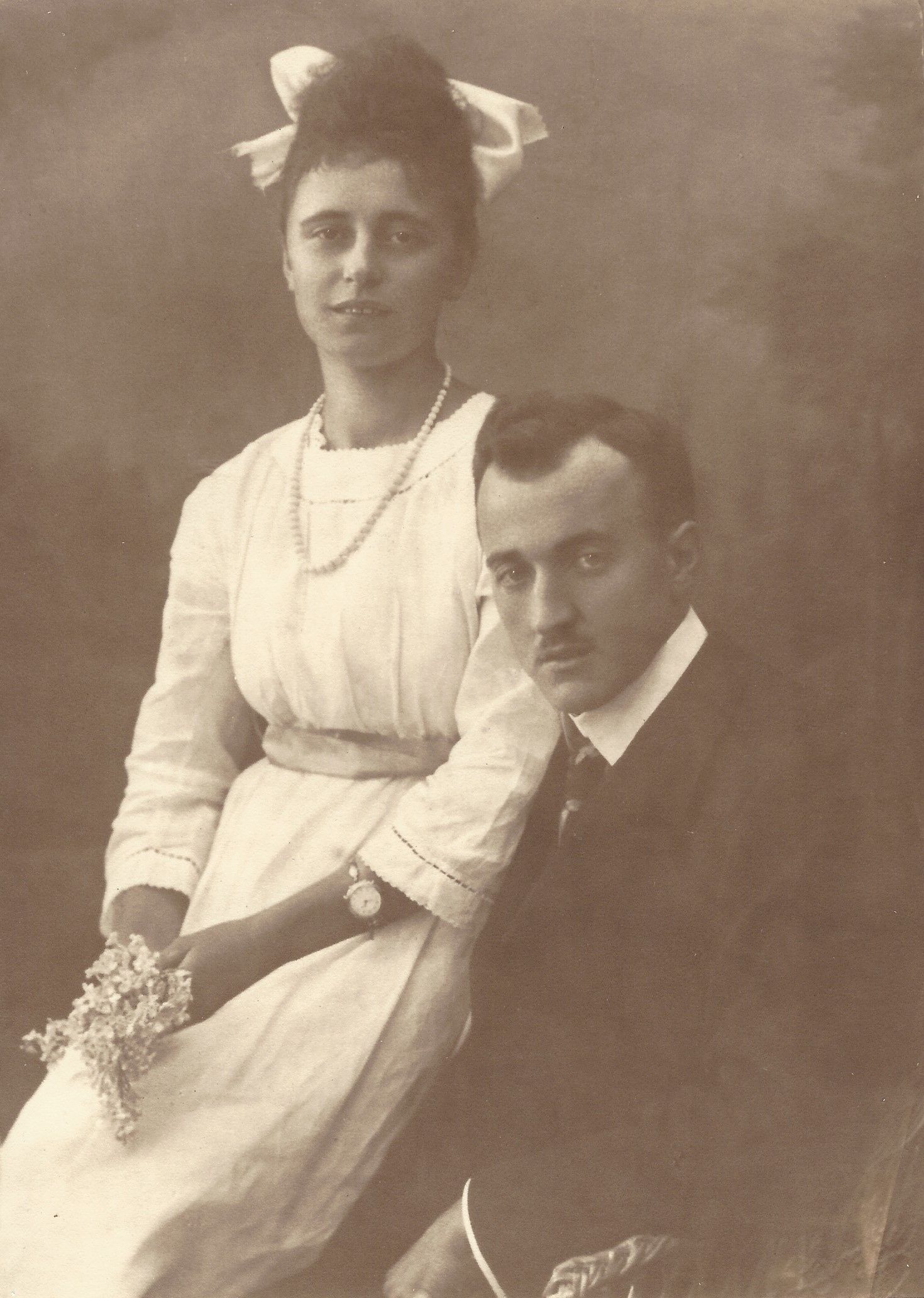
Verlobungsfoto 1918, Klara Müller und Ludwig Löhlein sen.

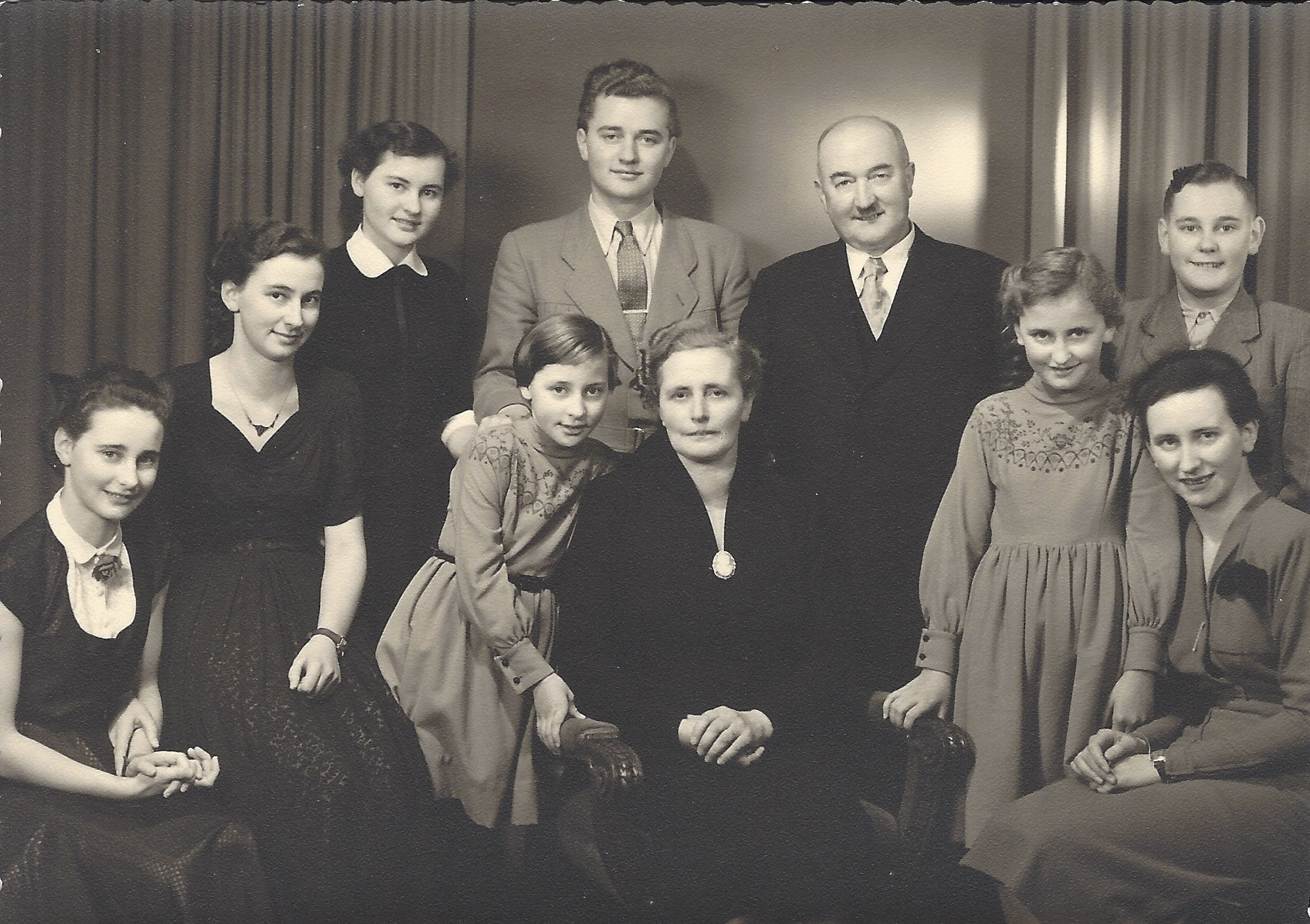
Familienfoto 1951, Ludwig Löhlein sen.

Ludwig Löhlein sen. wurde als jüngstes von 13 Kindern geboren. Seine Eltern waren der Ziegeleibesitzer Josef Löhlein und seine Frau Marie Löhlein geb. Weber. Am 20. August 1930 heiratete Löhlein Klara Müller aus Nagelsberg, mit der er acht Kinder bekam. Löhlein war Mitglied im Garnberger Gesangverein und Spielkreis. Der Jagd und Hege galt seine besondere Leidenschaft. Ludwig Löhlein starb überraschend früh nach kurzer schwerer Krankheit am 2. Juli 1967, seine Frau Klara starb 2001 kurz vor ihrem 99. Geburtstag.

## Ziegelei
Löhleins Großvater Georg Caspar Löhlein (* 27. März 1792) aus Apfelbach bei Bad Mergentheim erwarb am 14. März 1848 die bereits 1676 urkundlich erwähnte Ziegelhütte in Künzelsau-Garnberg, die nach seinem Tod 1863 an Josef Löhlein überging. 1919 übernahmen dessen Söhne Franz, Ludwig und Karl die Ziegelei, die fortan Gebr. Löhlein hieß. Karl verunglückte 1925 tödlich, Franz starb 1942. Ludwig Löhlein führte dann das Unternehmen alleine, ab 1959 gemeinsam mit seinem Sohn Rudolf und den Neffen Erich, Josef und Ludwig Löhlein jun. bis kurz vor seinem Tod.
In den 1920er Jahren verbrachte Ludwig Löhlein mehrere Jahre als Ziegler in Hermannstadt (rum. Sibiu) in Siebenbürgen, um dort fortschrittliche Ziegelproduktionsverfahren kennen zu lernen.
1925/26 wurde eine Drahtseilbahn gebaut, die auf einer Länge von 700 m die Lehmgrube mit der Ziegelei verband. 1937 wurde am Ortsrand von Garnberg für 300.000 RM die Neue Ziegelei gebaut. Nach Kriegsende 1945 wurde nach nur 4 Wochen Pause die Produktion wieder aufgenommen.
1956 wurde der Zweigbetrieb in Berlichingen errichtet, 1959 die Ziegelei in Ilshofen übernommen. 1965 wurden in Garnberg und Berlichingen neue Tunnelöfen in Betrieb genommen und der Betrieb in der alten Garnberger Ziegelei eingestellt. Die Ziegelei Gbr. Löhlein war damals eine der fortschrittlichsten Ziegeleien in Deutschland.
Inzwischen in der 4. Generation musste das Unternehmen am 31. Januar 1985 Insolvenz anmelden. Das Gelände der Neuen Ziegelei übernahm die Albert Berner Deutschland GmbH und errichtete dort ihren Stammsitz.

## Während der Herrschaft der Nationalsozialisten
Ludwig Löhlein war ein überzeugter Katholik und Gegner des Nationalsozialismus. Er machte daraus nie einen Hehl. Er warnte häufig öffentlich vor dem Nationalsozialismus und führte in Künzelsau immer ein offenes Wort. An sein
„Wo soll das alles enden?“
erinnern sich Zeitzeugen bis heute. Es gab mehrere Versuche der Gestapo, Löhlein zu verhaften. Nur dank einflussreicher Fürsprecher konnte das verhindert werden.
Löhleins Töchter Melitta und Gisela berichten, dass sie als Kinder regelmäßig mit einer Milchkanne geschickt wurden, diese heimlich bei dem Ehepaar Sigbert und Luise (geb. Lindenberger) Baer ("Jud Baer") abzugeben. Ein Kind war unverdächtig. Das Haus der Baers stand am Rand der Kernstadt Künzelsau, wenn man die Steige, den steilen Fußweg vom Ortsteil Garnberg am Rand der Hochebene herunterkam. Um das Haus war eine hohe Mauer mit einem Türchen, durch das die Mädchen ungesehen auf das Grundstück der Baers gelangen konnten.
Sigbert Baer war der einzige Jude Künzelsaus, der die Zeit des Nationalsozialismus im Ort überlebte, vermutlich auch, weil seine Frau Nichtjüdin war. Er starb am 12. April 1966 in Künzelsau. Seit dem 25. April 2017 erinnert ein sogenannter Stolperstein vor dem Gebäude Langenburger Straße 5, Zugang Kapellenweg, an den Künzelsauer Getreidegroßhändler Sigbert Baer, der hier lebte.
Es gab während des Nationalsozialismus in Künzelsau einige couragierte Menschen, die jüdische Familien unterstützten.

## Soldat in beiden Weltkriegen
Ludwig Löhlein nahm am Ersten Weltkrieg als Soldat von 1916 bis 1918 teil.
Mit Beginn des Zweiten Weltkriegs 1939 wurde er sofort wieder eingezogen, obwohl er schon 41 Jahre alt war. Es war eine Retourkutsche der Nationalsozialisten, gegen die er immer offen das Wort führte. Er musste sich in Langenburg melden, kam an die Front und musste am Überfall auf Polen teilnehmen. Danach durfte er in die Leitung der Ziegelei zurückkehren, die als kriegswichtig eingestuft wurde und die sein ernsthaft erkrankter Bruder Franz zwischenzeitlich alleine führen musste.

## Rettung der Stadt Künzelsau vor der Zerstörung
Anfang April 1945 rückten die amerikanischen Truppen in einem Bogen auf Künzelsau vor. Sie besetzten am 9. April 1945 das nördlich gelegene Nagelsberg und gelangten von dort vom Kochertal auf die östliche Hochfläche der Hohenloher Ebene, wo der Künzelsauer Ortsteil Garnberg liegt. Vor Garnberg fällt die Ebene steil ins im Kochertal gelegene Künzelsau ab, weswegen dort umfangreiche Artillerie in Stellung gebracht wurde. In Künzelsau hatten sich deutsche Truppen verschanzt.
Am 10. April 1945 eröffneten die Amerikaner das erste Artilleriefeuer und warfen Bomben.

Am 11. April 1945 handelten der Garnberger Ortsvorsteher und Anwalt Heinrich Schneider und der Garnberger Fabrikant Ludwig Löhlein mit den Amerikanern eine Feuerpause aus, um die deutschen Truppen zum kampflosen Abzug aus Künzelsau zu bewegen. Unter Lebensgefahr eilten sie ins Tal, organisierten ein Schlauchboot zum Übersetzen über den Kocher von dem Künzelsauer Arzt Dr. Fraas – die Nationalsozialisten hatten 2 Tage zuvor die Kocherbrücke gesprengt – und gelangten zum örtliche Truppenkommandeur. Dieser bezeichnete sie als  
„Volksverräter, die er am liebsten an die Wand stellen würde.“
Trotzdem gelang es ihnen zusammen mit dem Künzelsauer Lehrer Dr. Friedrich Schütz, der parallel davor schon mit dem Künzelsauer Bürgermeister Pflüger, Gemeinderäten und dem Heereskommando verhandelt hatte, die deutschen Truppen zum Abzug zu bewegen. Die ihnen von den Amerikanern gegebenen weniger als 2 Stunden waren bereits verstrichen, als sie und Dr. Schütz separat – sie hatten sich in Künzelsau verloren – die knapp 200 Höhenmeter nach Garnberg hasteten, dabei eine weiße Fahne und einen weißen Arztkittel als Fahnenersatz schwenkend. Die Amerikaner hatten den Beschuss Künzelsaus bereits begonnen und die erste Bomberstaffel hatte ihre Bomben abgeworfen, als die weiteren Bomberstaffeln zurückgerufen wurden und der Beschuss eingestellt wurde.
Der amerikanische Kommandeur O’Brien war jedoch erbost, dass die deutschen Truppen nicht noch am selben Abend, sondern erst bis zum nächsten Morgen aus Künzelsau abziehen wollten, und wollte die Verhandlung abbrechen. Es gelang jedoch, ihn umzustimmen. Dazu trug auch die Cousine Löhleins, Elisabeth (Lissi) Birkenmaier Löhlein bei, die englisch sprach und kurz zuvor in Heilbronn ausgebombt worden war. Als Löhlein danach wieder zu seiner Familie nach Hause kam, begrüßte er sie mit den Worten: 
„Die Lissi hat es erreicht.“
Am Do 12. April 1945 wurde, nachdem die letzten deutschen Soldaten Künzelsau verlassen hatten, eine weiße Fahne auf dem Kirchturm gehisst und die Amerikaner marschierten friedlich ein.

Der Zeitzeuge Wilhelm Gros, der als Kind das Kriegsende in Künzelsau erlebte, erinnerte sich 2010, dass die Amerikaner die Stadt von Garnberg aus unter Beschuss nahmen. Es gab Tote und Verletzte.
„Dass die Stadt nicht völlig zerstört wird, verdankt sie Garnbergern, die ihr Leben riskieren, indem sie nach Künzelsau kommen und in zähen Verhandlungen die Übergabe der Stadt erreichen.“

Die Zeitzeugin Margarete Limbach erinnerte sich in der Hohenloher Zeitung vom 8. April 2005. Die dokumentierte unter dem Titel Die mit der weißen Fahne waren Helden:
Der Schneider und der Löhlein, die haben Künzelsau vor der Zerstörung gerettet." Sie spricht von Heinrich Schneider und Ludwig Löhlein. Zwei Garnberger Männer, zu alt um eingezogen zu werden, aber jung genug, um zu handeln, als die Amerikaner kamen. Sie schlugen sich damals den Garnberger Hang hinunter, überquerten heimlich den (Fluss) Kocher, und mit zweier weiteren Männer sorgten sie dafür, dass im Künzelsauer Rathaus die weiße Fahne hing. "Da hat die Schießerei aufgehört." ... "Es war eine schwere Zeit mit dem Baby (das sie 2 Tage zuvor gebar)", sagte Margarete Limbach. Dass sie dennoch glücklich endete, dafür dankt sie ihren zwei Garnberger Helden: "Die sollen nicht vergessen werden."

## Hilfe nach Kriegsende für Vertriebene und Bedürftige
Nach Kriegsende nahm Löhlein viele Heimatvertriebene zunächst in der Neuen Ziegelei in Garnberg auf. Dort hatte er während des Krieges Schlaf- und Sanitärräume für Kriegsgefangene gebaut, die in gutem Zustand waren. Anschließend baute er Wohnungen in der Alten Ziegelei, indem er zuerst das alte Ziegelei-Wohnhaus und das Trocknereigebäude zu Wohnungen umbaute. Später kam noch ein neuer Anbau dazu. Die Wohnungen wurden bis in die 1970er Jahre genutzt. So fanden viele Heimatvertriebene menschenwürdige Unterkünfte und Arbeit in der Ziegelei.
Durch die Kriegsschäden waren viele Menschen bedürftig geworden. Vor dem Hause Löhlein kamen täglich Menschen zusammen, um um Hilfe zu bitten. Meist wurde nach Baumaterial gefragt, um die Schäden an den Häusern zu reparieren. Ludwig Löhlein gab immer, eher mehr als weniger, so die Aussage seiner Tochter Melitta.
Sein Ruf als helfender Mensch war weithin bekannt. So machte sich Hildegart Heinrich (geb. Böhnisch) im Februar 1947 bei Schnee und Eis zu Fuß auf den Weg ins 18 km entfernten Künzelsau-Garnberg, um mit Löhlein zu sprechen. Sie war mit ihrer Familie von ihrem Bauernhof in Sedlnitz in Mähren durch die Beneš-Dekrete vertrieben worden. Die Familie wurde in Hollenbach einem Bauern zugeteilt, der sie schlecht behandelte, was mit Vertriebenen damals häufig geschah. Löhlein sagte ihr zu, dass sie kommen können. Wie viele andere bekamen sie eine Wohnung und der Familienvater Emil Heinrich Arbeit in der Ziegelei.

## Demokratieaufbau
Löhlein war überzeugter Demokrat. Er war Gründungsmitglied der Künzelsauer CDU, die 1945 auf der Basis der Kölner Leitsätze gegründet wurde.
Besitz war für ihn gleichbedeutend mit sozialer Verantwortung. Er lebte und handelte nach der katholischen Sozialethik.
Er wirkte von 1945 bis kurz vor seinem Tod als Gemeinderat, Kreisrat und im Verband der Ziegelindustrie nimmermüde beim Aufbau demokratischer Strukturen mit. Dabei war er immer ein Mann des Ausgleichs, der bei scheinbar unüberbrückbaren Differenzen stets die richtigen Worte fand, so dass am Ende eine einvernehmliche Lösung gefunden werden konnte. Dabei stellte er seine Person zurück und Sache und Menschlichkeit in den Vordergrund.

## Auszeichnungen

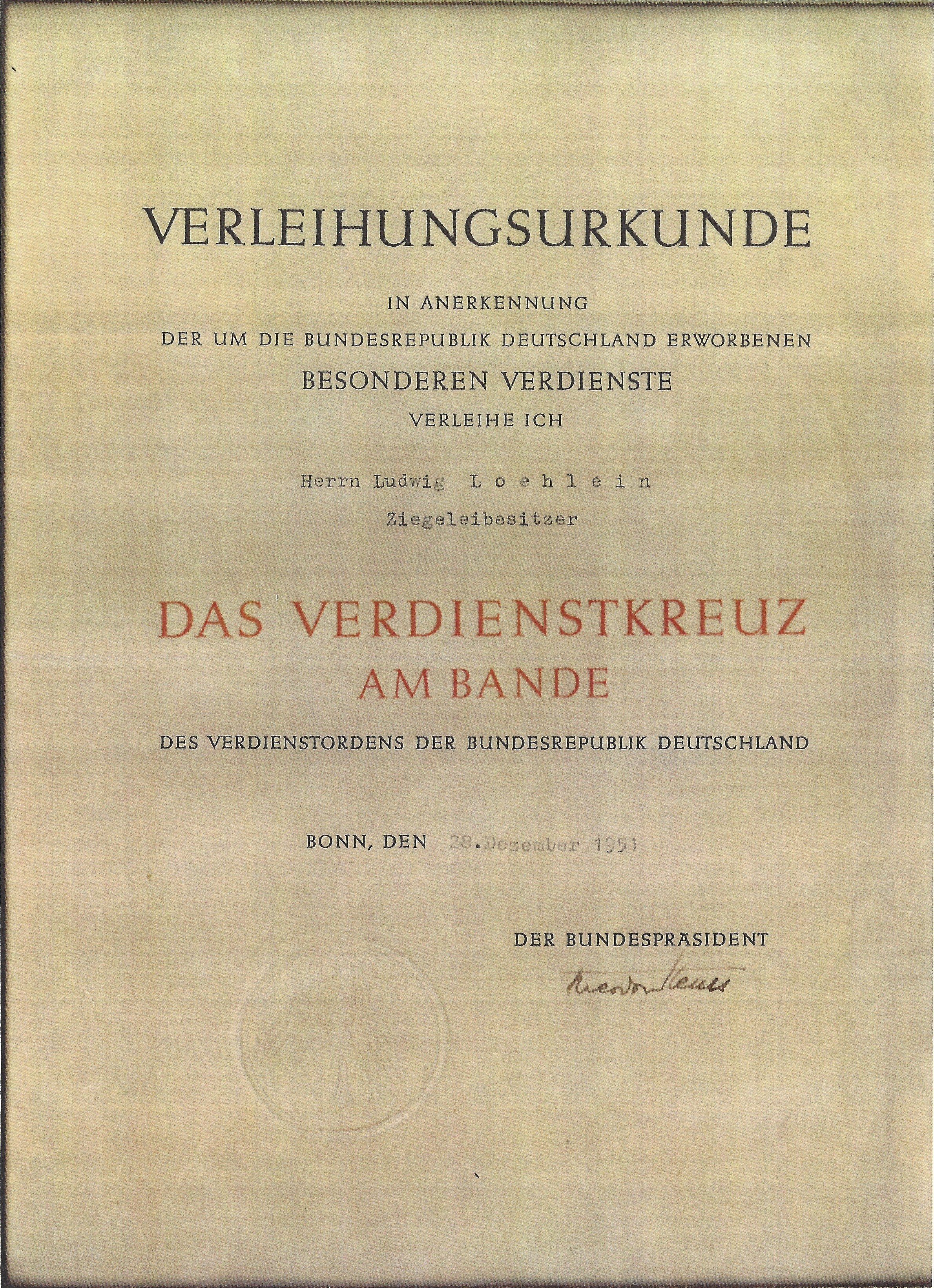
Verleihungsurkunde Bundesverdienstkreuz am Bande

Ludwig Löhlein zeichnete sich als Demokrat und durch große Hilfsbereitschaft und Menschlichkeit aus. Dafür wurde ihm vom Bundespräsidenten Theodor Heuss 1951 das Verdienstkreuz am Bande des Verdienstordens der Bundesrepublik Deutschland verliehen.